# María Dámasa Jova Baró
María Dámasa Jova Baró (Ranchuelo, 11 de diciembre de 1890-Santa Clara, 11 de febrero de 1940) fue una escritora, pedagoga y feminista cubana.

## Trayectoria
Hija de María del Socorro Baró y Feliciano Jova, su padre murió cuando ella tenía menos de dos años y se mudó con su madre a Cienfuegos y se formó como profesora de escuela primaria. Jova Baró fue la primera mujer afrocubana propietaria de una imprenta. Comenzó a publicar la revista para niños Ninfas en enero de 1929. También produjo un programa radiofónico para niños La hora teatral de las ninfas, y estableció un club literario y artístico para niños. 
Jova Baró fue también fundadora y redactora jefe de la publicación literaria y crítica Umbrales: Revista Literaria Artística de 1934 a 1937. En 1925, publicó una colección de poesía, Arpegios íntimos. Participó en el Club Femenino de la provincia y alzó sus preocupaciones sobre la marginación de las mujeres afrocubanas en el Congreso Nacional Femenino de 1939 en La Habana.
En 1939, se unió al partido Conjunto Nacional Democrático y fue elegida como la candidata regional para la asamblea nacional; sin embargo, la junta electoral provincial desautorizó su candidatura. Falleció en Santa Clara a la edad de 49 años, y la ciudad nombró una escuela primaria en su honor.